# Episodi di Z Cars (quarta stagione)
La quarta stagione della serie televisiva Z Cars è stata trasmessa in anteprima nel Regno Unito dalla BBC One tra il 9 settembre 1964 e il 30 giugno 1965.
| nº | Titolo originale          | Titolo italiano | Prima TV UK       | Prima TV Italia |
| -- | ------------------------- | --------------- | ----------------- | --------------- |
| 1  | The Dark Side of the Road |                 | 9 settembre 1964  |                 |
| 2  | What a Main Event!        |                 | 16 settembre 1964 |                 |
| 3  | Finders Keepers           |                 | 23 settembre 1964 |                 |
| 4  | Lucky Partners            |                 | 30 settembre 1964 |                 |
| 5  | The Soft Spot             |                 | 7 ottobre 1964    |                 |
| 6  | Somebody Said...          |                 | 14 ottobre 1964   |                 |
| 7  | Charity Begins...!        |                 | 21 ottobre 1964   |                 |
| 8  | The Hunch                 |                 | 28 ottobre 1964   |                 |
| 9  | Two in the Bush           |                 | 4 novembre 1964   |                 |
| 10 | Welcome Home, Jigger      |                 | 11 novembre 1964  |                 |
| 11 | In a Day's Work           |                 | 18 novembre 1964  |                 |
| 12 | No Stone Unturned         |                 | 25 novembre 1964  |                 |
| 13 | You Pays Your Money...    |                 | 2 dicembre 1964   |                 |
| 14 | One Day in Spring Street  |                 | 9 dicembre 1964   |                 |
| 15 | Bring Back the Cat        |                 | 16 dicembre 1964  |                 |
| 16 | If He Runs - Grab Him     |                 | 23 dicembre 1964  |                 |
| 17 | First Foot                |                 | 30 dicembre 1964  |                 |
| 18 | Think On                  |                 | 6 gennaio 1965    |                 |
| 19 | The Luck of the Game      |                 | 13 gennaio 1965   |                 |
| 20 | I Love You Bonzo          |                 | 20 gennaio 1965   |                 |
| 21 | Brotherly Love            |                 | 27 gennaio 1965   |                 |
| 22 | A Matter of Give and Take |                 | 3 febbraio 1965   |                 |
| 23 | Give a Dog a Name         |                 | 10 febbraio 1965  |                 |
| 24 | The Long Spoon            |                 | 17 febbraio 1965  |                 |
| 25 | Teething Trouble          |                 | 24 febbraio 1965  |                 |
| 26 | A Shame to Take the Money |                 | 3 marzo 1965      |                 |
| 27 | Window Dressing           |                 | 10 marzo 1965     |                 |
| 28 | Partners                  |                 | 17 marzo 1965     |                 |
| 29 | The Fanatics              |                 | 24 marzo 1965     |                 |
| 30 | You Got to Have Class     |                 | 31 marzo 1965     |                 |
| 31 | The Mice Will Play        |                 | 7 aprile 1965     |                 |
| 32 | Sound an Alarm            |                 | 14 aprile 1965    |                 |
| 33 | The Soft Game             |                 | 21 aprile 1965    |                 |
| 34 | Snakes Alive              |                 | 28 aprile 1965    |                 |
| 35 | Suspected Murder          |                 | 5 maggio 1965     |                 |
| 36 | The Share Out             |                 | 12 maggio 1965    |                 |
| 37 | Checkmate                 |                 | 19 maggio 1965    |                 |
| 38 | Another Fairy Tale        |                 | 26 maggio 1965    |                 |
| 39 | Market Square             |                 | 2 giugno 1965     |                 |
| 40 | Error of Judgement        |                 | 9 giugno 1965     |                 |
| 41 | Under Cover               |                 | 16 giugno 1965    |                 |
| 42 | One Good Turn             |                 | 23 giugno 1965    |                 |
| 43 | Warning Shots             |                 | 30 giugno 1965    |                 |